# Colom bru ametista
El colom bru ametista (Phapitreron amethystinus) és una espècie d'ocell de la família dels colúmbids (Columbidae) que habita la selva humida de muntanya de diverses illes septentrionals i orientals de les Filipines.

## Descripció
Segons Constantino (2011), el colom bru ametista s'assembla molt al colom bru de Luzon (P. leucotis) a causa de la presència de línies blanques suboculars (just sota de l'ull). Tanmateix, es pot distingir de la resta, ja que són ocells rars de boscos profunds amb colors generalment marrons més foscos que els de Luzon (P. leucotis), amb bec notablement més llarg i pesat que el tars. i una extensa taca blavosa i porpra al dors. Algunes de les característiques físiques inclouen un to gris i parts inferiors marró porpra, cobertores caudals marró intens, línies oculars suboculars fosques i blanques, barbeta i gola marró vermellós amb ratlles més fosques, ombres al pit fins a marró apagat o fosc amb esquena i escapulars foscos amb vores estretes. També tenen carn rosa al voltant de l'ull amb iridescència ametista o porpra al clatell.

## Comportament i ecologia
La dieta consisteix en llavors i fruits. Normalment, es veu sol o en parelles, però també es pot congregar en arbres fruiters. Es creu que la temporada de cria és de febrer a juliol. El niu no està descrit, però es creu que és un niu típic de colom de construcció senzilla d'unes poques branquetes en una branca.

## Hàbitat i estat de conservació
Es troba en boscos tropicals humits de terres baixes i boscos tropicals humits de muntanya fins a 2.500 metres sobre el nivell del mar (2.000 m a Negros i Panay i desconegut a Cebu). Es troba en interiors humits i boscos secundaris densos. Es troba amb una raresa variable al llarg de l'àrea de distribució.

## Taxonomia
Com que la Llista Vermella de la UICN segueix la Llista de verificació il·lustrada dels ocells del món de HBW i BirdLife International, ha avaluat cada espècie dividida.
- Colom bru ametista (P. a. amethystinus i imeldae): La mida de la població global no s'ha quantificat, però l'espècie es descriu com a generalment poc comuna, tot i que molt comuna a la Sierra Madre, al nord de Luzon. Es classifica com a espècie de risc mínim i es creu que la població és estable.[8]

- Colom bru pitgrís (P. a. maculipectus): Considerada extremadament rara en l'àrea de distribució. Negros és una de les illes més desforestades del país i només es troba als boscos romanents. La distribució de Panay no s'ha estudiat completament, però poden persistir en nombres més grans.[6] La UICN estima que la població és de 2.500 a 9.999 individus madurs, i que la població continua disminuint. Les amenaces inclouen la pèrdua d'hàbitat i la caça tant per a aliment com per al comerç d'animals de companyia exòtics.[9]

- Colom bru de Cebú (P. a. frontalis): L'espècie no s'havia observat amb certesa des del 1892, però des de llavors s'ha reportat en diverses ocasions entre el 2007 i el 2012, tot i que aquests albiraments no s'han verificat. Si encara persisteix, està amenaçada per la pèrdua d'hàbitat i la caça furtiva. Cebu té <0,03% de la coberta forestal original i és l'illa gran més desforestada de les Filipines. Està classificada com a En perill crític d'extinció (possiblement extinta). Qualsevol població restant ha de ser minúscula i, per tant, la població es situa a la franja d'1 a 49 individus madurs.[10] És la número 46 a l'espècie d'ocells EDGE.[11]

Tanmateix, segons el Congrés Ornitològic Internacional, la Llista Clements dels ocells del món i ITIS es reconeixen quatre subespècies:
- P. a. amethystinus ( Bonaparte, 1854) - es troba a Luzon, Samar, Dinagat, Mindanao, Bohol, l'illa de Polillo i Catanduanes; d'aspecte menys metàl·lic i més gros.
- P. a. imeldae (de la Paz, 1976) - es troba a Marinduque; d'aspecte més metàl·lic a l'esquena i més petit.
- P. a. maculipectus (Bourns & Worcester, 1894) - es troba a Panay i Negros; pit gris distintiu i aspecte general més clar.
- P. a. frontalis (Bourns & Worcester, 1894) - es troba a Cebu; d'aspecte general més fosc i blanc sense la franja sota l'ull. Probablement extingit. No es veu des del 1892.